# Tôlanaro
Tôlanaro er en by i den sydlige del af Madagaskar, med et indbyggertal (pr. 2001) på cirka 39.000. Byen er hovedstad i et regionen Anosy. 